# Philosepedon plaumanni
Philosepedon plaumanni är en tvåvingeart som först beskrevs av Duckhouse 1968.  Philosepedon plaumanni ingår i släktet Philosepedon och familjen fjärilsmyggor. Inga underarter finns listade i Catalogue of Life.